# Gyeonggi
Gyeonggi-do (phát âm tiếng Hàn: "kjʌŋ.ɡi.do", âm Hán Việt: Kinh Kỳ đạo) là tỉnh đông dân nhất tại Hàn Quốc. Tỉnh lỵ là thành phố Suwon. Seoul, thành phố lớn nhất và là thủ đô của Hàn Quốc, về mặt địa lý nằm ở giữa Gyeonggi-do  nhưng về mặt hành chính là đơn vị riêng trực thuộc trung ương (đặc biệt thị) kể từ năm 1949. Incheon, thành phố lớn thứ ba Hàn Quốc nằm ở duyên hải phía tây xưa thuộc Gyeonggi-do nhưng sau cũng được tách ra là đơn vị hành chính độc lập.
Ba đơn vị này: Gyeonggi-do, Seoul và Incheon gộp lại gọi chung là vùng thủ đô Seoul với diện tích 11.730 km², và tổng dân số 22.766.850 người (2005), chiếm 48% dân số toàn quốc là khu vực với địa vị quan trọng nhất về mặt chính trị, kinh tế và văn hóa của Hàn Quốc.

## Lịch sử
Từ thời cổ đại Tam Quốc lúc bán đảo Triều Tiên có ba vương quốc của người Hàn chia nhau cai trị lãnh thổ thì Gyeonggi với lưu vực sông Hán ở vị trí trung ương đã là nắm địa vị quan trọng. Onjo (Ôn Tộ Vương), người sáng lập ra nước Bách Tế từ thế kỷ đầu trước Công nguyên đã chọn Wiryeseong (Úy Lễ thành) bên bờ sông Hán làm kinh đô. Năm 475 nước Cao Câu Ly đánh vào đến Wiryeseong. Bách Tế phải thiên đô vào Gongju rồi Sabi ở phía nam cho đến khi mất nước hẳn về tay vua nước Silla (Tân La). Vùng Gyeonggi khi thuộc Tân La Thống nhất có tên là Hansanju.
Vào thế kỷ thứ 10 thời Wang Kon (Vương Kiến) lên làm vua nước Cao Ly miếu hiệu là Cao Ly Thái Tổ thì nhà vua chọn Kaesong (Khai Thành) làm kinh đô. Địa danh Gyeonggi chính thức khai sinh vào năm 1018 để gọi cả vùng quanh kinh đô. Năm 1104 vua Sukjong (Túc Tông) xây thêm cung điện bên bờ sông Hán, gọi đó là Namgyeong (Nam Kinh) nên Gyeonggi bao gồm cả Kaesong lẫn Namgyeong.
Khi họ Yi lên ngôi vua thế kỷ 14 thì vua Thái Tổ thiên đô về Hanyang (Hán Dương tức Seoul ngày nay); đạo Gyeonggi được tổ chức lại lấy Hanyang lạm trọng tâm gồm thêm các trấn Quang Châu, Suwon, Yeoju, và Anseong. Kể từ thế kỷ 16 đời vua Sejong đến nay đạo Gyeonggi thuở đó gần ăn khớp toàn phần với đạo Gyeonggi ngày nay.
Ngót 500 năm vào năm 1895, đạo Gyeonggi được chia lại thành năm phủ:
1. Hanseong (Hanseong-Bu; 한성부; 漢城府; Hán Thành phủ)),
2. Incheon (Incheon-Bu; 인천부; 仁川府; Nhân Xuyên phủ),
3. Chungju (Chungju-Bu; 충주부; 忠州府; Trung Châu phủ),
4. Gongju (Gongju-Bu; 공주부; 公州府; Công Châu phủ), và
5. Kaesong (Gaesong-Bu; 개성부; 開城府; Khai Thành phủ).

Sang thế kỷ 20 khi chiến tranh Triều Tiên kết thúc, thủ đô Seoul được tách ra khỏi Gyeonggi thành đơn vị hành chính riêng. Hơn nữa Kaesong nằm ở phía bắc khu phi quân sự Triều Tiên thì sáp nhập vào đạo Hwanghae Bắc của Cộng hòa Dân chủ Nhân dân Triều Tiên.
Năm 1967, tỉnh lỵ Gyeonggi được chuyển từ Seoul về Suwon.
Năm 1981 thì chính quyền tách Incheon tách khỏi Gyeonggi. Ongjin và Ganghwa cũng cho thuộc về Incheon năm 1995.

## Địa lý
Gyeonggi nằm chếch phía tây trung phần bán đảo Triều Tiên, chiếm 10,2% lãnh thổ Hàn Quốc, 10.131 kilômét vuông (3.912 dặm vuông Anh). Tỉnh có 86 kilômét (53 mi) đường giới tuyến ở phía bắc giáp các tỉnh Hwanghae-nam và Hwanghae-puk của Cộng hòa Dân chủ Nhân dân Triều Tiên và 413 kilômét (257 mi) bờ biển ở phía tây; phía đông giáp tỉnh tự trị đặc biệt Gangwon và tỉnh Chungcheong Bắc. Phía nam giáp Chungcheong Nam. Nằm lọt vào giữa Gyeonggi là thủ đô Seoul. Tuy tỉnh lỵ Gyeonggi đặt tại Suwon, nhưng một số trụ sở hàng tỉnh lại đặt ở Uijeongbu để tiện việc quản lý các khu vực phía bắc.

## Hành chính
| #                 | Tên         | Hangul   | Hanja    | Dân số (Tháng 5 năm 2015) | Đơn vị hành chính                               |
| ----------------- | ----------- | -------- | -------- | ------------------------- | ----------------------------------------------- |
| — Thành phố lớn — |             |          |          |                           |                                                 |
| 1                 | Suwon       | 수원시   | 水原市   | 1,177,376                 | 4 ilban-gu — 41 haengjeong-dong                 |
| 2                 | Seongnam    | 성남시   | 城南市   | 974,580                   | 3 ilban-gu — 39 haengjeong-dong                 |
| 3                 | Goyang      | 고양시   | 高陽市   | 1,041,706                 | 3 ilban-gu — 46 haengjeong-dong                 |
| 4                 | Yongin      | 용인시   | 龍仁市   | 968,346                   | 3 ilban-gu — 1 eup, 6 myeon, 23 haengjeong-dong |
| 5                 | Bucheon     | 부천시   | 富川市   | 852,758                   | 36 haengjeong-dong                              |
| 6                 | Ansan       | 안산시   | 安山市   | 704,765                   | 2 ilban-gu — 24 haengjeong-dong                 |
| 7                 | Anyang      | 안양시   | 安養市   | 599,464                   | 2 ilban-gu — 31 haengjeong-dong                 |
| 8                 | Namyangju   | 남양주시 | 南楊州市 | 640,579                   | 5 eup, 4 myeon, 7 haengjeong-dong               |
| 9                 | Hwaseong    | 화성시   | 華城市   | 565,269                   | 4 eup, 10 myeon, 10 haengjeong-dong             |
| — Thành phố —     |             |          |          |                           |                                                 |
| 10                | Uijeongbu   | 의정부시 | 議政府市 | 431,149                   | 15 haengjeong-dong                              |
| 11                | Siheung     | 시흥시   | 始興市   | 393,356                   | 17 haengjeong-dong                              |
| 12                | Pyeongtaek  | 평택시   | 平澤市   | 453,437                   | 3 eup, 6 myeon, 13 haengjeong-dong              |
| 13                | Gwangmyeong | 광명시   | 光明市   | 346,888                   | 18 haengjeong-dong                              |
| 14                | Paju        | 파주시   | 坡州市   | 416,439                   | 4 eup, 9 myeon, 7 haengjeong-dong               |
| 15                | Gunpo       | 군포시   | 軍浦市   | 288,494                   | 11 haengjeong-dong                              |
| 16                | Gwangju     | 광주시   | 廣州市   | 304,503                   | 3 eup, 4 myeon, 3 haengjeong-dong               |
| 17                | Gimpo       | 김포시   | 金浦市   | 344,585                   | 3 eup, 3 myeon, 6 haengjeong-dong               |
| 18                | Icheon      | 이천시   | 利川市   | 204,988                   | 2 eup, 8 myeon, 4 haengjeong-dong               |
| 19                | Yangju      | 양주시   | 楊州市   | 203,519                   | 1 eup, 4 myeon, 6 haengjeong-dong               |
| 20                | Guri        | 구리시   | 九里市   | 186,611                   | 8 haengjeong-dong                               |
| 21                | Osan        | 오산시   | 烏山市   | 207,596                   | 6 haengjeong-dong                               |
| 22                | Anseong     | 안성시   | 安城市   | 181,478                   | 1 eup, 11 myeon, 3 haengjeong-dong              |
| 23                | Uiwang      | 의왕시   | 義王市   | 157,916                   | 6 haengjeong-dong                               |
| 24                | Hanam       | 하남시   | 河南市   | 155,752                   | 12 haengjeong-dong                              |
| 25                | Pocheon     | 포천시   | 抱川市   | 155,629                   | 1 eup, 11 myeon, 2 haengjeong-dong              |
| 26                | Dongducheon | 동두천시 | 東豆川市 | 97,407                    | 8 haengjeong-dong                               |
| 27                | Gwacheon    | 과천시   | 果川市   | 69,914                    | 6 haengjeong-dong                               |
| 28                | Yeoju       | 여주시   | 驪州市   | 110,560                   | 1 eup, 8 myeon, 3 haengjeong-dong               |
| — Huyện —         |             |          |          |                           |                                                 |
| 29                | Yangpyeong  | 양평군   | 楊平郡   | 106,445                   | 1 eup, 11 myeon                                 |
| 30                | Gapyeong    | 가평군   | 加平郡   | 61,403                    | 1 eup, 5 myeon                                  |
| 31                | Yeoncheon   | 연천군   | 漣川郡   | 45,314                    | 2 eup, 8 myeon                                  |

## Tôn giáo
Tôn giáo ở Gyeonggi (2005)
Theo điều tra dân số năm 2005, dân số của Gyeonggi 34.2% theo Kitô giáo (21.9% Tin Lành và 12.4% Công giáo) và 16.8% theo Phật giáo. 51.1% dân số phần lớn không theo tôn giáo hoặc theo chủ nghĩa Muism và các tôn giáo bản địa khác.